# Modelo SCOR
O modelo SCOR (Supply Chain Operations Reference) ou, em português, modelo de referência das operações na cadeia logística, de distribuição, fornecimento, suprimentos ou abastecimento) é utilizado para analisar uma cadeia logística e identificar oportunidades de melhoria no fluxo de trabalho e de informação. O modelo foi criado pelo Supply Chain Council no ano da sua formação (1996) e lançado em Fevereiro de 1997 depois de ser testado em vários segmentos industriais. Em Abril de 2005 foi apresentada a 7ª versão do modelo SCOR (Pinto, 2006, p. 3).
O SCOR procura condições de conseguir estabelecer processos-padrão, métricas de avaliação da gestão da cadeia e criar um modelo de gestão que produza melhorias contínuas de forma eficiente, tendo assim a possibilidade de utilizar casos de sucesso na gestão integrada da cadeia de suprimentos.

## Caracterização
O SCOR possui um conjunto de definições, padrões de medidas de desempenho e benchmarking que ajudam no desenvolvimento de estratégias de melhoria dos processos logísticos e apresenta quatro pontos relevantes (Guimarães, p. 25):
- definição dos processos de gestão de cadeias logísticas;
- relação dos dados de desempenho relacionados com os referidos processos;
- descrição das melhores práticas de gestão de cadeias logísticas; e
- apresentação das informações relacionadas com o processo de selecção de programas para a gestão da cadeia logística.

O SCOR procura também desenvolver um grupo de indicadores para a gestão da cadeia logística, compreendendo uma combinação de métricas de tempo de ciclo, custos, serviço/qualidade e activos. 
Pode-se resumir o modelo SCOR em três conceitos (Guimarães, p. 25-26):
- Reengenharia dos processos do negócio - Descrição do estado actual dos processos e definição do estado futuro desejado.

- Benchmarking - Quantificação do desempenho de empresas/processos similares (melhores práticas) e definição de novos objectivos internos.

- Melhoria dos processos - Adopção das melhores práticas de gestão, conducentes a melhorias no desempenho.

A Tabela 1 apresenta um quadro de indicadores do modelo SCOR (Guimarães, p. 27):  
| Atributos de actuação                       | Definição dos atributos de actuação                                                                          |
| ------------------------------------------- | --- |
| Confiança na cadeia logística               | A actuação da cadeia para distribuir o produto certo, na hora certa, na quantidade certa ao cliente correcto |
| Grau de flexibilidade da cadeia             | Rapidez da cadeia, na resposta ao mercado, para ganhar vantagem competitiva                                  |
| Custos da cadeia                            | Dizem respeito à operação da cadeia                                                                          |
| Reacção da cadeia                           | Velocidade a que cadeia consegue fornecer os produtos aos clientes                                           |
| Eficiência na gestão dos recursos da cadeia | Capacidade da empresa gerir os recursos que facilitam o atendimento da procura                               |
| Desempenho da entrega                       | Diz respeito à capacidade da empresa entregar o produto certo, na hora certa e no local correcto             |
| Pedido perfeito                             | Demonstra a capacidade de entregar um produto de qualidade que satisfaz as necessidades dos clientes         |
| Tempo de resposta da cadeia logística       | Relacionado com a rapidez e qualidade de resposta dos elos da cadeia                                         |

Fonte: Supply Chain Council (1998, apud GUIMARÃES, Marco Aurélio Diláscio - Aplicação do modelo para SCM de Aragão nas cadeias de suprimentos de um fabricante de gases industriais, 2006)

## Processos
O modelo trata cinco processos de negócio:
- Planejamento - Analisa toda a cadeia, desde as compras e necessidades dos clientes até à produção e entrega dos produtos.

- Abastecimento - Lida com toda a parte de compras de matérias-primas e sua infra-estrutura em toda a cadeia logística.

- Produção - Analisa o ambiente interno bem como cuida de todos os assuntos inerentes à manufatura do produto.

- Distribuição - Analisa a gestão da procura, pedidos e armazenamento. É o maior processo e vai dos canais de distribuição até ao cliente final.

- Devolução - Analisa a devolução de produtos em toda a cadeia e o retorno de materiais ao longo do abastecimento da mesma.

Estes cinco processos correspondem ao primeiro nível do modelo SCOR (Pinto, p. 10).

## Níveis de detalhe do modelo SCOR
A empresa deve seguir os seguintes níveis de detalhe para obter melhorias no desempenho da cadeia logística (Lemos, [2007?], p. 31-44)
Nível I - Definições dos processos
- As métricas são primárias e o desempenho em relação à concorrência é medido nos múltiplos processos do SCOR referidos em cima.

- Através dos indicadores de desempenho do Nível I, define-se o conteúdo e o âmbito de actuação do SCOR, fixando o desempenho a ser atingido em relação à concorrência.

Nível II - Configuração
- Define as categorias de processos que podem ser componentes da cadeia logística.

- Configura as operações das organizações, usando estes processos, para descobrir ineficiências e nivelar a cadeia, podendo analisar e avaliar o impacto de um potencial aperfeiçoamento.

Nível III - Elementos dos processos
- Identifica os elementos dos processos configurados no Nível II e estabelece indicadores de desempenho para acompanhamento das tarefas efectuadas durante a execução dos processos.

- Os utilizadores das informações agrupam metas de aperfeiçoamento da cadeia logística e definem os elementos dos processos, desenvolvendo indicadores de desempenho e investigando as melhores práticas criando, assim, um sistema de apoio.

Nível IV - Implementação
- Definido para atingir vantagens competitivas e para adaptar as condições de mudanças no negócio, focando-se no aperfeiçoamento das acções.

- Como as mudanças são únicas para cada empresa, os elementos específicos deste nível não estão definidos dentro de um modelo padrão, devendo ser adaptados às especificidades de cada organização.

## Conclusão
Ao contrário de algumas tendências que se orientam no sentido de modelos matemáticos para a gestão da cadeia logística, o modelo SCOR é orientado para a tomada de decisões. O modelo SCOR fornece uma estrutura comum, uma terminologia padrão e medidas de desempenho comuns associadas ao benchmarking e às melhores práticas. Estas características fazem do modelo SCOR um referencial para a indústria de serviços, embora para o sucesso na aplicação do modelo seja necessária uma estratégia de operações consistente com a estratégia de negócios da empresa. Esta tem de estar organizada para suportar processos de decisão rápidos, e as suas práticas de gestão apoiadas por sistemas apropriados, nomeadamente de tecnologias da informação. Finalmente as medidas de desempenho e os objectivos devem motivar um comportamento que produza os resultados esperados (Pinto, 2006, p. 33).